# 로이히텐베르크 공작 오귀스트
오귀스트 샤를 외젠 나폴레옹 드 보아르네(프랑스어: Auguste Charles Eugène Napoléon de Beauharnais, 포르투갈어: Augusto de Beauharnais, 1810년 12월 9일 ~ 1835년 3월 28일)는 포르투갈의 여왕 마리아 2세의 첫 번째 남편이다. 독일에서는 아우구스트, 포르투갈에서는 아우구스토라고 불린다.
밀라노에서 초대 로이히텐베르크 공작 외젠 드 보아르네와 그 아내 바이에른 공주 아우구스테의 장남으로 태어났다. 형제들로는 스웨덴 왕비 로이히텐베르크의 요세피나, 브라질의 황후 로이히텐베르크의 아멜리아 등이 있다.
1834년 12월 1일 마리아 2세의 대리인과 결혼식을 올리고 산타 크루스 공이 되었다. 1835년 포르투갈에서 도착한 오귀스트는 리스본에서 정식 결혼식을 올리고 포르투갈 여왕의 부군이 되었지만 두 달 후 결핵으로 죽었다. 로이히텐베르크 공작의 작위는 동생 막시밀리앙이 물려받았다.